# Salle (château)
Pour les articles homonymes, voir Salle (homonymie).
Une salle, parfois appelée tour-salle, est un type d'architecture constitué par une maison forte isolée, d'époque médiévale.
Il désigne soit la pièce publique d'un château où le seigneur tient ses audiences (pièce désignée depuis le XIXe siècle par le terme savant aula), soit une maison noble de plaisance qui succède ou complète un ancien château (en général une motte féodale).[réf. nécessaire]

## Typologie

### Tour-salle

#### Gascogne
Bien que répandues dans toute la Gascogne, l'Aquitaine, depuis l'Auvergne et le Limousin, jusqu'au Pays basque sous la forme des casas-torres, les tours-salles sont particulièrement nombreuses dans la région de Lectoure, en Lomagne gersoise (Nord-est du département du Gers).
Leur typologie, très variable, est fondée sur des caractéristiques communes.
Le plan est quadrangulaire, soit rectangulaire, soit carré. Lorsqu'il est carré, on parle de tour-salle. Les dimensions vont de 5,5 mètres à 12 mètres.
La salle est formée de niveaux superposés, allant de deux à quatre, constitués de planchers, formant à chaque étage une pièce unique, sans mur de refend. Les étages supérieurs constituent les pièces à vivre : baies garnies de banquettes de maçonnerie (coussièges), éviers, placards, latrines, parfois cheminées. La circulation d'étage à étage se faisait par des escaliers en bois, plus rarement par des escaliers en pierre ménagés dans l'épaisseur des murs. Le niveau du rez-de-chaussée est en général dépourvu d'ouvertures, parfois même de porte d'entrée (on accède à la salle au premier étage par un escalier extérieur amovible), marque de l'évidente fonction défensive de ce type de construction.
L'ornementation est rare, de type gothique : arcs brisés, baies géminées étroites.
La plupart des salles ayant été remaniées et dérasées, on sait peu de choses sur les couronnements et les toitures. Il ne reste pas de vestiges d'éventuels créneaux ou mâchicoulis, ou d'équipements permettant de placer des hourds. La principale défense des salles tient donc à l'épaisseur des murs et à leur accès difficile, mais il y a peu d'autres éléments de défense active. Il semble donc qu'elles étaient prévues pour protéger d'éventuels coups de mains de la part de bandes armées, mais non de soutenir de véritables sièges. D'autre part, leur exiguïté et leur situation n'en faisaient pas des cibles d'un grand intérêt stratégique.
Les caractéristiques de la salle se retrouvent très exactement dans le château gascon qui s'édifie à peu près à la même époque et qui présente des dimensions supérieures et est flanqué de hautes tours rectangulaires ou carrées.
D’autre part, il existait des constructions semblables dans un contexte urbain : des maisons fortes vraisemblablement similaires quant aux principes de construction et de défense. À Lectoure, Jean V d'Armagnac fut assassiné lors de la prise de la ville alors qu'il sortait de sa maison forte de Sainte-Gemme (disparue depuis). La tour d’Albinhac (XIIIe s.) dans cette même ville présente également les aspects d’une maison forte.
Salles gasconnes remarquables

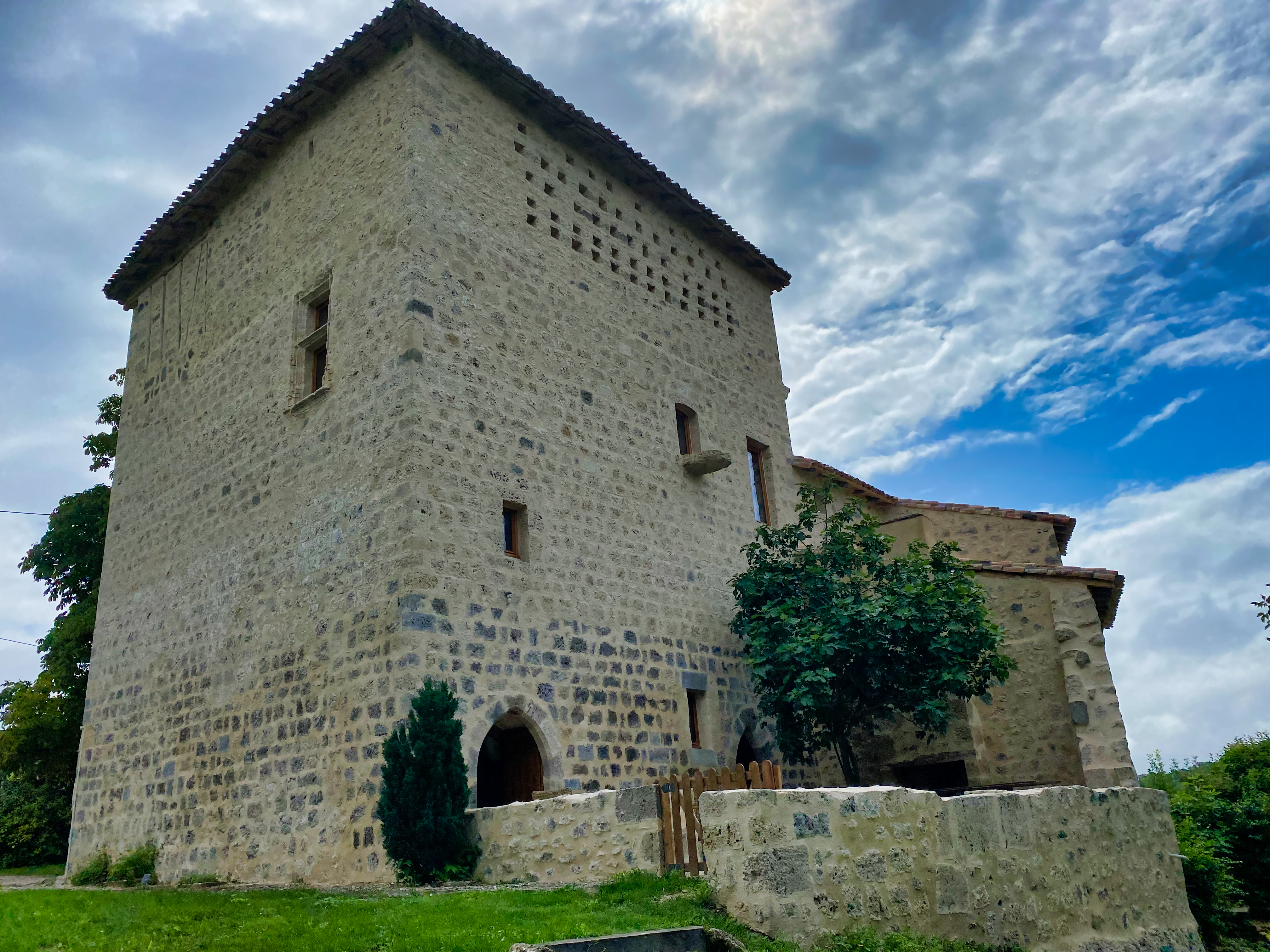
[http://commons.wikimedia.org/wiki/File:Tour_d%27Asquets.jpg Tour-salle dite Tour d'Asquet ou d'Asquets

- Tour d'Asquet (Lieu-dit Asquet ou Asquets, commune Fréchou) : XIIIe-XIVe s., remaniée XVIe s., 3 étages (details)
- Bernadon, ferme de Lassalle, à Saint-Araille (Gers)[1]
- Brimont (Castéra-Lectourois) : XIIIe-XIVe s., remaniée XVe-XVIe s, 2 étages[1]
- Crabé (Lectoure) : XIIIe s., remaniements XVe-XVIe s., corps de logis XIXe s.[1]
- Lamothe[1]
- Larroque-Engalin[1]
- Gazaupouy : tour d'Estrepouy, 4 étages
- Larrouquette (Plieux), 3 étages[1]
- Lasbouzigues (Lectoure)[1]
- Lassalle (Lectoure)[1]
- Latour (L'Isle-Bouzon)[1]
- Lesquère (Lectoure) : XIIIe-XIVe s., remaniements XVe-XVIe, escalier XVIIe, corps de logis XVIIIe. 4 étages[1]
- Taillac (Pergain-Taillac), XIVe s., 3 étages[1]

### Maison forte
Le terme de salle désigne aussi une maison forte de plaisance reconstruite à côté d'un ancien château.[réf. nécessaire]

## Toponymie
Le toponyme la Salle est fréquent, il est souvent suivi du nom de l'ancien château féodal qu'il accompagne ou qu'il remplace.[réf. nécessaire]